# Volkhov
Volkhov (russisk: Во́лхов, tr. Volkhov) er en flod i Novgorod og Leningrad oblast i Rusland. Den er 224 km lang og har et afvandingsområde på 80.200 km².

## Geografi
Volkhov løber fra søen Ilmen mod nord til Ladoga, den største sø i Europa. Den er Ladogas næststørste tilløb. Den er farbar for både over hele sin længde. Vandføringen er meget variabel afhængig af vandstanden i Ilmen. Volkhov skal i sit øverste løb ved ekstra lav vandstand i søen have vendt strømretningen og løbet i den modsatte retning, ind i Ilmen. Floden fryser til i slutningen af november, og isen bryder op igen tidligt i april. Middelvandføringen ved udløbet i Ladoga er 558 m³/s, men kan variere fra 44 til 2 900 m³/s over året.
Vandstanden reguleres af dæmningen til Volkhov vandkraftværk, der var det første sovjetiske regionale vandkraftværk, der blev åbnet 19. december 1926 som en del af GOELRO-planen. Det ligger 25 km opstrøms fra Ladoga. Foruden at producere elektricitet regulerer dæmningen også bådtrafikken på floden, som tidligere var kendt for sine stryg.
Større bifloder er fra højre: Visjera, (som munder ud i forgreningen Malyj Volkhovets øst for Novgorod, Ptsjevzja og Oskuja, og fra venstre: Kerest og Tigoda.
Opstrøms er Volkhov knyttet til floden Msta via Siversovkanalen, som leder skibsfarten udenom Ilmen-søen. Nedstrøms er den knyttet til floderne Neva, Sias og Svir via Ladogakanalen, som leder trafikken udenom den stormfarlige Ladogasøen.

## Historie
Trods sin relativt beskedne størrelse har Volkhov spillet en stor rolle i russisk historie og økonomi. I midten af 800-tallet var Volkhov en tæt befolket handelsvej i det væring-dominerede Khaganatet Rus. Den var en vital del af den vigtigste handelsrute, som knyttede Nordeuropa til Orienten via Volga og Dnepr. Den gamle russiske hovedstad Staraja Ladoga og en af de førende russiske middelalderbyer, Velikij Novgorod, ligger ved Volkhov.
Efter at have sejlet ind i Volkhov ved Gortsjakovsjtsjina og Ljubsja lagde vikingernes handelsskibe til ved det store handelsmarked i Aldeigja (Ladoga). Derefter roede de op ad floden, forbi en række stryg bevogtet af de befæstede bosættelser ved Novyje Duboviki og Gorodisjtsje. Der var endda en udpost ved Kholopy Gorodok, 13 km nord for nutidens Velikij Novgorod, eller snarere Holmgard, som blev grundlagt nær stedet, hvor Volkhov løber ud af Ilmen-søen.
«De fleste af disse var til at begynde med små steder, sandsynligvis ikke stort mere end stationer for udrustning og forsyninger, som også gav en mulighed for udveksling og redistribuering af genstande, som passerede langs flod- og karavaneruterne». Sandsynligvis var det sådanne præ-urbane bosættelser, som gav landet dets norrøne navn Gardariki.